# Melanostomias melanops
Melanostomias melanops – gatunek głębinowej ryby z rodziny wężorowatych (Stomiidae). Osiąga do 26 cm długości. Gatunek batypelagiczny, spotykany na głębokościach 350–1024 m.